# 대한합기도협회
사단법인 대한합기도협회(大韓合氣道協會, Korea Hapgido Federation, KHF)은 대한민국의 무술인 합기도를 보급을 위해 설립된 기관이다.(오세림 총재)

## 목적
이 법인은 사회일반의 이익을 위하여 우리겨레의 고유무예인 합기도의 비법과 술기를 과학적인 체계로서 연구하고 이를 널리 보급함으로써 국민 모두의 백절불굴의 인내력 근면 역행의 습관 공동단합의 의기용왕 직진의 활약 예의존중의 심범 등 덕성을 심화하고 강인한 정신력을 배양함과 동시에 합기도인의 상호간에 친목과 대동단결을 도모하여 세계를 향한 한국무예의 우수성을 입증함으로써 국위선양에 공헌함을 목적으로 한다.

## 사업
1. 합기도의 살법 과 활법을 과학적으로 연구개발하고 정립시키는 일
2. 합기도인을 지도육성하기 위한 연수기관 설립운영
3. 지도자 사범양성을 위한 연수원을 운영 및 해외 파견
4. 세계 타국 무술단체와의비법 과 술기 교류
5. 우수학생 합기도인에게 장학금 지급
6. 원로 합기도인에게 연금지급
7. 무예를 통한 청소년 계도 사업
8. 기타 이 법인의 목적을 달성하기 위하여 필요한 사업

합기도 수련의 궁극의 목적은 인성의 고양을 통하여 상대와 나의
벽을 넘어 서로를 이해하고 보듬을 수 있는 몸과 마음이 하나되는(합기하는)
인류 공동체를 구축 하는데 있다.

## 연혁
- 1951.02.12. 서복섭 사범 경북 대구에서 최용술도주와 함께 최초 합기도(유권술)도장 개관
- 1956.06.10. 지한재 사범 경북(안동)에서 합기도(유권술)도장 개관
- 1957.03.20. 지한재 사범 서울에서 합기도(유권술) 성무관 개관
- 1961.08.10. 김무홍 사범 서울에서 신무관 개관
- 1961.10.01. 김용진 사범 서울에서 을지관 개관
- 1965.07.01. 명광식 사범 서울에서 연무관 개관
- 1965.07.02. 대한합기도협회 설립 회장 박종규
- 1967.09.10. 베트남(월남) 시범단 파견 최대훈 외15명
- 1968.05.10. 명광식 사범 최초 합기도책 "합기도" 출판
- 1968.05.25. 미국(백악관/FBI. OSI.) 합기도 술기지도 및 시범[ 단장/김운용. 시범단/지한재.오세림.김성건 ]
- 1971.06.10. 사단법인 대한민국 합기도협회 회장 최대훈 (문교부 제51호 등록허가)
- 1977.05.20. 사단법인 대한민국합기도협회 총재 김우중
- 1985.03.16. 새마을 합기도 중앙연합회 창립
- 1986.03.10. 새마을 합기도 중앙연합회 회장 박성철.
- 1987.01.05. 대한합기도협회 창립
- 1990.01.15. 사단법인 대한합기도협회 회장 오세림(체육부 장관 허가 사체 2591-188호 법인설립 허가)
- 1992.10.19. 제01기 합기도 지도자 사범연수교육 ( 101명 수료)
- 1993.10.03. 제01회 문화체육부 장관기 전국합기도 선수권대회
- 1994.10.03. 제02회 문화체육부 장관기 전국합기도 선수권대회 및 제01회 총재기 전국합기도 연무대회
- 2006.03.02. 특허청 특허 등록 (협회로그 및 THE KOREA HAPKIDO FEDERATION) 의류 외 190건
- 2007.01.17. 법인등록 사단법인 대한합기도 전국시도협회 지부 (국내 22 지역(광역시)협회 법인설립등기
- 2008.11.27. 사단법인 대한합기도협회 총재 오세림 (주무관청허가 제2008-3호)
- 2011.07.15. 대한합기도협회(THE KOREA HAPKIDO FEDERATION)와 국내지부협회 23개협회 국외87개국세계합기도협회 ( 1,985 합기도 쎈터 )
- 2013.05.25. 대한합기도 중앙연수원(경북 경주시) 개원
- 2013.05.27. 제21기 합기도 지도자 사범연수교육 (94명 수료)
- 2013.10.13. 제18회 문화체육관광부 장관기 전국 합기도 선수권대회 및 제17회 총재기 전국합기도 연무대회
- 2014.05.18. 제22기 합기도 지도자 사범연수교육 (97명 수료)
- 2014.10.12. 제19회 문화체육관광부 장관기 전국 합기도 선수권대회 및 제18회 총재기 전국합기도 연무대회
- 2015.05.17. 제23기 합기도 지도자 사범연수교육 수료
- 2015.10.11. 제20회 문화체육관광부 장관기 전국 합기도 선수권대회 및 제19회 총재기 전국합기도연무대회
- 2016.05.17. 제24기 합기도 지도자 사범연수교육 수료
- 사단법인 대한합기도협회는 국내,외 합기도 유단자 회원 355만명 및 합기도 지도자 사범 13,500명 활동 중. 사단법인 대한합기도협회 총재 오세림.

## 합기도의 근본이념
- 통성: 인간의 본질은 마음(心)에 있다 자기가 자기 마음을 통해야 하며 자기 자신을 다스려야 한다
- 지명: 인간의 보존은 기(氣)에 있다 숨쉼(호흡)을 고르게 하여 생명을 연장 한다
- 보정: 인간의 본능은 육신(身)에 있는 것으로써 이를 지배하는 부딪힘이 있다. 자기 몸은 자기 자신이 보존해야 한다

## 합기도인의 맹세
- 효도: 합기도인은 가정에서 효도에 힘쓴다.
- 우애: 합기도인은 형제간의 우애에 힘쓴다.
- 신의: 합기도인은 스승과 벗에게 신의를 다한다.
- 충성: 합기도인은 나라에 충성을 다한다.
- 겸손: 합기도인은 모든 사람에게 겸손을 다한다.
- 지식: 합기도인은 자신의 지식 배양에 힘쓴다.
- 청렴: 합기도인은 매사에 청렴 결백한다.
- 정의: 합기도인은 모든 직무에 정의를 다한다
- 용맹: 합기도인은 불의에 용맹을 다한다.

## 같이 보기
- 한국 무술